# Pic de la Bassera
El Pic de la Bassera és una muntanya de 2693 metres d'altitud que es troba entre els termes municipals de les Valls de Valira, de la comarca de l'Alt Urgell i d'Alins, de la comarca del Pallars Sobirà i una punta del terme comunal de la Massana, d'Andorra.
És a llevant de la capçalera del Barranc de Bords, a l'extrem meridional de la vall de Tor. Es troba al sud-oest de la Torre de Cabús i al nord-est del cim, homònim, de la Torre de Cabús.